# Transmashholding
CJSC Transmashholding (russisk: Трансмашхолдинг) er en russisk producent af tog.
Virksomheden har 14 lokaliteter i Rusland, en i Tyskland og en i Argentina.
CJSC Transmashholding blev etableret i 2002 efter en fusion med LocoTech. Produkterne omfatter passager- og godstog til jernbaner og metroer.